# Jan Gehl
Jan Gehl (1936) dán építész és várostervező. Koppenhágában él, munkájának középpontjában a városi életminőség javítása áll, különös tekintettel a gyalogos életmódra.

## Pályafutása
Gehl 1960-ban szerzett építészeti mesterfokozatot a koppenhágai Dán Királyi Szépművészeti Akadémián. Először építészként működött, majd 1966-tól a közterek formáit és használati módját kutatta az Akadémián. A Gehl Architects – Urban Quality Consultants tanácsadó cég alapító tagja.
Felesége gyermekpszichológiával foglalkozik, és Gehl a vele folytatott beszélgetések kapcsán kezdett az épített környezet emberi oldalával foglalkozni, azzal, hogy az emberek hogyan használják környezetüket, illetve milyen épületek között érzik jól, vagy rosszul magukat.
Nemzetközi hírű tanulmánya, a Life Between Buildings ("Élet házak között") 1971-ben jelent meg dánul, angolul pedig 1987-ben.
Későbbi műve, a Public Spaces, Public Life arról szól, hogy Koppenhága hogyan alakult át 40 év apró lépései során autó-központú városból gyalogos-centrikus várossá. A koppenhágai Strøget autómentes városrész, a világ legnagyobb gyalogos bevásárló-övezete, nagymértékben Gehl munkája nyomán alakult ki. Gehl világszerte számos várostervezési projektben vesz részt. 2004-ben nagy jelentőségű tanulmányt készített a londoni közterekről. 2007-ben New York városa bízta meg azzal, hogy utcáit gyalogos- és kerékpárbarátabbá tegye.
Munkásságát 1993-ban az Építészek Nemzetközi Szövetsége Abercrombie-díjjal ismerte el.

## Művei
- Gehl, J. (1987) Life between buildings : using public space, translated by Jo Koch, New York : Van Nostrand Reinhold (ISBN 0442230117) (angolul)
- Gehl, J. and Gemzøoe, L. (2000) New city spaces, Copenhagen : The Danish Architectural Press (ISBN 8774072935) (angolul)
- Gehl, J. et al (2006) New city life, Denmark : The Danish Architectural Press. (ISBN 8774073656) (angolul)
- Gehl, J. (2010) Cities for People, Island Press. (ISBN 978-1597265737) (angolul)
- Gehl, J. and Svarre, B. (2013) "How to Study Public Life", Island Press (ISBN 978-1-61091-423-9) (angolul)

### Magyarul
- Élhető városok; ford. Bogdán Ágnes, Kertész Judit, Sulyok Viktória; Terc, Bp., 2014[4]

## Lásd még
- Köztér
- Tömegközlekedés-központú városfejlesztés
- Várostervezés